# Condado de Callahan
O Condado de Callahan é um dos 254 condados do estado norte-americano do Texas. A sede do condado é Baird, e sua maior cidade é Baird.
O condado possui uma área de 2 334 km² (dos quais 7 km² estão cobertos por água), uma população de 12 905 habitantes, e uma densidade populacional de 6 hab/km² (segundo o censo nacional de 2000).
O condado foi criado em 1858.